# 夢海
夢海（Mare Desiderii）是在月球3號傳回月球背面第一張照片之後才命名的月球地區。這個名字在俄文是，梅奇塔（「夢」），是引用月球1號原本的名稱。
後來發現這個地形構成較小的海，智海和其他黑色的坑。但是，迄今國際天文學聯合會還沒有認可“夢海”這個名稱。